# Тервел
Вижте пояснителната страница за други личности с името Тервел.
Тѐрвел е вторият владетел на Дунавска България. Според Именника на българските ханове той наследява като общ вожд на Дунавска България Аспарух (Исперих) след неговата гибел във войните срещу хазарите. Периодът на управлението му не е напълно изяснен. Според различни данни той е възможно да е 700 – 721 или (701 – 718 г.) През 705 г. е въздигнат от император Юстиниан в званието кесар/цезар (caesar). Според проф. Васил Златарски е възможно въвеждането на Тервел в титлата „кесар“ да е изисквало той да приеме християнството.

## Биография

### Съюзът с Юстиниан II
През 705 г. детронираният византийски император Юстиниан II Ринотмет (Носоотрязаният) бяга от заточението си в Херсонес Таврически на Кримския полуостров и след много премеждия се озовава при Тервел, чиято военна помощ си осигурява – с 12 000 българи и 3000 свои поддръжници в Източна Тракия той стига до Константинопол и след преврат си връща короната. В отплата към България е присъединена областта Загоре (или Загора) с южна граница при крепостта Милеоните, която е разположена на хълма Хасара до днешното село Сталево (област Хасково).
Българският владетел е възнаграден още и с пари и много скъпоценни дарове, подробно описани във византийски сборник от Х век „Суда“. Според него по покана на Юстиниан Тервел полага върху земята своя щит и забожда до него камшика си. После византийците насипват върху тях злато и скъпоценности, докато ги покриват изцяло. Приет в императорския дворец, където е увенчан с кесарска корона, и покрит с императорска хламида, Тервел получава правата на законен владетел над територии, които са дотогава собственост на Византийската империя. Изглежда, че Юстиниан допуска този компромис с имперската доктрина, притиснат от обстоятелствата. Когато се почувства сигурен на престола, той организира поход срещу българите, но е разбит през 708 г. в Битката при Анхиало край днешно Поморие. Тервел обаче не се оказал злопаметен – когато през 711 Юстиниан II изпаднал отново в немилост той му пратил 3000 души на помощ. Едва когато станало очевидно, че Юстиниан е обречен те се оттеглили, оставяйки го на съдбата му.
След убийството на Юстиниан през 711 г. Тервел продължава да се намесва в делата на Империята. През 712 под предлог, че иска да отмъсти за приятелия си Юстиниан II, Тервел нахлул в Тракия, нахлул чак до Златните врата на Константинопол и заграбил голяма плячка. Българите ежегодно извършват походи на територията ѝ, като този през 716 г. достига до Константинопол. Арабската заплаха и предстояща обсада на византийската столица карат Сената да започне мирни преговори с българите. През 716 г. е сключен мирен договор с новия император Теодосий III, който гласи:
- Византийската империя се задължава да дарява на България веднъж годишно т. нар. определено количество скъпи червени платове – символ на царска власт и величие. С този акт се признава самостоятелността на българския владетел;
- Византийската империя признава българските граници, като в тях влиза областта Загоре;
- Двете държави се задължават да си предават емигрантите, които са обвинени в заговор срещу законния владетел;
- Право на внос имат само стоки, снабдени с държавен печат. В противен случай подлежат на конфискация – това се смята за първия случай в историята на Европа на клауза в договор, уреждаща икономически проблем.

Всъщност този договор до голяма степен затвърждава договора от 705 година с Юстиниан II. Освен това се определя ясно българо-византийската граница. Тя минава покрай Милеона (неизвестно за нас селище, съществуват предложения че става дума за вр. Бакъджик) Границата тръгвала от Бургаския залив, минавала през вала Ерексия, който продължавал много километри до вр. Бакъджик и оттам – до Марица
Съществуват хипотези, че в чест на Тервел най-вероятно е създаден най-старият и най-внушителен старобългарски монумент, запазен в Европа – барелефът Мадарски конник като мемориал в чест на бог Тангра, на победите над Византия, в памет на неговия баща Аспарух и в израз на величието на Българската държава.

### Войната с арабите през 717 – 718 г.
На 25 март 717 г. за византийски император е коронясан Лъв III Исавър, който поставя началото на Исаврийската династия. През лятото на същата година Маслама, брат на арабския халиф Сюлейман, преминава Дарданелите и блокира по суша Константинопол със 100-хилядна армия. Флотът на арабския пълководец също е огромен – според арабски източници наброява 2500 кораба. Египетски моряци-християни дезертират от арабския флот и дават ценна информация на Лъв III Исавър за тактиката и намеренията на Маслама. С помощта на гръцки огън императорът разгромява вражеския флот.
Още през 717 г., осланяйки се на договора с България, империята се обръща за помощ към Тервел, който, въпреки обтегнатите дипломатически отношения незабавно се отзовава. Стълкновението между българи и араби пред стените на Константинопол намира отражение в значителен брой византийски, западни и източни извори. Макар и да се различават в детайли, всички са единодушни, че през 718 г. арабите претърпяват нечувано дотогава поражение от българите.
Още в началото на обсадата българите се явяват в тила на противника и голяма част от вражеската войска е унищожена. Опасността за арабите е толкова голяма, че се налага сухопътната им армия да обгради лагера си с 2 окопа – единият срещу Константинопол, а другият срещу българите. В тази война арабите проявяват изключителна упоритост въпреки неблагоприятните климатични условия – през тази особено сурова зима, цели 100 дни земята е покрита със сняг. През лятото на 718 г. арабите провеждат решително сражение с българите, но претърпяват поражение. Според летописеца Теофан Изповедник в конфликта загиват 22 000 араби, а Зигеберт говори за 30 000 жертви. Константинопол е спасен, а името на България се разнася по всички краища на тогавашния свят.
Блокадата по море е свалена на 15 август 718 г., точно 1 г. след началото на обсадата. При оттеглянето си оределият арабски флот е връхлетян от буря и само 5 кораба се добират до Сирия. Арабските летописци оценяват загиналите по време на похода на около 100 000 души. Победата на коалицията, ръководена от Лъв III Исавър, в която освен Византия и България влизат хазари, арменци, както и представители на други етнически групи от Кавказкия регион, над армиите на Арабския халифат спира разпространението на исляма, ограничавайки го до Испания, морската част на Гърция и Мала Азия за около 6 века.
Историческата оценка на специалистите е, че победата на Тервел, както по-късно и победата при Поатие (дн. Франция) на франкския майордом Карл Мартел над арабите са двете събития, които не позволяват на Арабския халифат да проникне дълбоко във вътрешността на Европа. Спирайки по този начин инвазията на исляма, Тервел спомага за запазване на изграденото културно и историческо наследство на гръко-римската цивилизация, при все че впоследствие за това имат значителна заслуга и самите араби, чрез чиято литературна и научна дейност голяма част от него се развива и предава на Ренесансова Европа.

### Анастасий II – Лъв III
През 719 г. Тервел за пореден път се меси в делата на Византия. Сваленият византийски император Анастасий II привлича на своя страна част от аристокрацията и организира заговор за свалянето на император Лъв III Исавър. Привържениците на Анастасий II го съветват да потърси помощта на българския владетел Тервел – изборът е продиктуван най-вече от мощта му и авторитета му на човек, способен да доведе до успешен край всяко начинание. Отначало Тервел приема благосклонно Анастасий II, след което го подпомага с войска и с огромната сума от 360 000 златни монети („дал му войска и 50 кентинария злато“ – 1 кентинарий се е равнявал на 7200 номизми). Акцията му излиза неуспешна, тъй като столичните жители отказват да го пуснат в града. Междувременно Лъв III изпраща писмо до Тервел, като го заклева да спазва договорите, да предпочете мира пред войната и да предаде заговорниците и техния водач, което той и прави, след което бившият владетел е обезглавен, а иконоборството, чийто първи представител сред владетелите на Византия е Лъв III, трайно се установява като нейна официална религиозна доктрина.

## Семейство
Няма сигурни сведения относно семейството на Тервел. Известно е, че през 705 г. в договореностите между българския владетел и сваления византийски император Юстиниан II е предвиден и бракът между Тервел и малолетната дъщеря на императора Анастасия, от първата му съпруга Евдокия, починала през 695 г. След възкачването си на престола в Константинопол Юстиниан II отказва да изпълни това условие от договореностите с българския владетел и бракът не се осъществява. Съществува сведение, че е имало син на име Кормесий, но около неговото управление съществуват неясноти.

## Външен вид
На предмет, обичайно възприеман като медальон с изображение на Тервел, открит през 1972 г., е гравиран надпис: „Богородице, пази кесаря (цезаря)Тервел“. Съответно датировката му би трябвало да е след 705 -706 г. Възможно е също това да е оловен печат, на лицевата страна на който да е изобразен самият Тервел, с брада и дълга развята коса, с шлем и дълга метална ризница. В дясната си ръка той държи копие, а в лявата – кръгъл щит. Според Божидар Димитров това потвърждава хипотезата, че той изповядва християнската религия. Възможно е Тервел да е приел християнската религия, за да може да встъпи в брак с дъщерята на Юстиниан II.

#### Християнство
Обикновено българската историограгфия приема, че по поне до времето на Борис, официалната религия е тангристката. Напоследък, някои български учени приемат, че Кубрат и Тервел  са били християни. Най-вероятно те се приели християнството  в лично качество.

## Памет

### Историографски оценки
При Исперих Дунавска България доказва, че има право на самостойно съществуване. При Тервел за две десетилетия тя става втора сила на Балканите и фактор с които ромеите трябва да се съобразяват. Тервел демонстрира висок дипломатически талант, който съчетава с пълководчески умения; възползва се ловко от междуособиците във Византия и се превръща в незаобиколим фактор по северните им граници. Сключвайки мирен договор с Юстиниан II и затвърждавайки го при Лъв III Исавър, той успява да разшири териториално държавата си. Към 681 г. в нея влиза само делтата на Дунав, към 700 г. и Мизия. До 721 г. в състава на Дунавска България вече влизат Хемус и областта Загоре, като на юг Дунавска България достига чак до Родопите; а на изток – до линията Бургаски залив – вр. Бакъджик – р. Марица. Сердика и Филипопол все още са ромейски крепости, но българското влияние рязко се увеличава. България е допусната до търговските пазари на Византия, нещо повече – тя получава данък от Византия, а Тервел получава високата титла „цезар“ и множество злато и скъпи червени платове, с което ромеите признават неговата легитимност като владетел. Успехът на Тервел да отбие арабите му придава значимост и в европейски мащаб. Опитът на Юстиниан II да се справи с „варварите“ завършва с неуспех. Тервел проявява и чувство за историчност, като нарежда да изсекат Мадарския конник в своя чест.

### В популярната култура
В списание „Дъга“ (1979 – 1991) излиза поредицата „Елемаг - войнът на хан Тервел“. Историческият период обхваща възкачването на Юстиниан II на престола и поражението му пред Анхиало; впоследствие през 2009 г. ИК „Тангра ТанАкРа“ издава романа Ave Ceasare на Любомир Манолов, посветен на управлението на Тервел.

### Свети Тривелий (Теоктист)
В своята „История славянобългарска“ от 1762 година монахът Паисий Хилендарски за пръв път споменава български крал и светец на име Тривелий. Според Паисий Тривелий е баща на друг крал на име Тербал и част от списък с владетели, който днес е смятан за напълно недостоверен. В „Историята“ на Паисий Тривелий изиграва основна роля за създаването на българската държава, покръства българския народ, след което се оттегля от трона и става монах с името Теоктист. Самият Паисий отбелязва, че Тривелий живее през 703 година, което според съвременната историография е във времето на управление на Тервел. В „Именник князей болгарским“ на поп Йовчо (вероятно около 1839 година) след името на Аспарух следва името „Тривелий“. Идентифицирането на Тервел със свети Тривелий са склонни да поддържат и някои историци. Това обикновено се свързва с хипотезата за по-ранното покръстване на българите в сравнение с установеното в историографията датиране в средата на IX век.
В хода на Българското възраждане свети Тривелий придобива известна популярност и негови икони са поставени в няколко църкви и манастири от този период. Днес Българската православна църква включва Тривелий Теоктист в списъците на православните светци, отбелязвайки паметта му на 3 септември, и го смята за идентичен с владетеля Тервел.
На 27 април 2011 година в Мадара, Шуменско, е осветен първият храм, посветен на свети Тривелий.

### Обекти, наречени на Тервел
На него е кръстен град Тервел в Североизточна България.
На свети Тривелий е наречена улица в квартал „Димитър Миленков“ в София (Карта).